# Wolbierawiczy
Wolbierawiczy (biał. Вольберавічы; ros. Вольберовичи, Wolbierowiczi) – wieś na Białorusi, w obwodzie witebskim, w rejonie dokszyckim, w sielsowiecie Berezyna. W 2009 roku liczyła 29 mieszkańców.